# Arctosa marocensis
Arctosa marocensis Roewer, 1960 è un ragno appartenente alla famiglia Lycosidae.

## Etimologia
Il nome proprio della specie deriva dalla nazione di rinvenimento degli esemplari: il Marocco, e dal suffisso latino -ensis, che significa: presente, che è proprio lì..

## Caratteristiche
Il cefalotorace è di colore giallo rossiccio con due strie nere e leggermente punteggiato. I tarsi e i metatarsi sono ricoperti da una folta e morbida peluria, ma non le scopulae.
I maschi hanno il bodylenght (prosoma + opistosoma) di 11 millimetri (5 + 6).

## Distribuzione
La specie è stata reperita nel Marocco settentrionale: in località Weg Fez, nei pressi della città di Jebel Zalagh, 20 chilometri a nord di Fès, capoluogo della regione di Fès-Meknès.

## Tassonomia
Al 2016 non sono note sottospecie e dal 1960 non sono stati esaminati nuovi esemplari.